# Гран-Сассо-е-Монті-делла-Лага (національний парк)

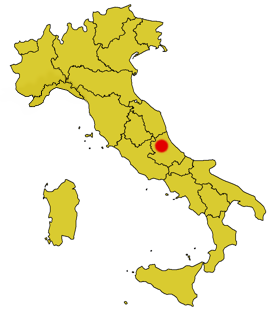
Розташування

Національний Парк Гран-Сассо-е-Монті-делла-Лага (італ. Parco Nazionale del Gran Sasso e Monti della Laga) — національний парк, розташований в центральній частині Італії в Апеннінах на території областей Абруццо, Лаціо й Марке. Площа 150 000 га. Заснований в 1991 р. Один з найбільших природних парків Італії.

## Геологія
- Гірський ланцюг Гран Сассо д'Італія («Великий Масив Італії»). Найвища гора Апеннін — Корно-Гранде (2912 м). Льодовик Кальдероне — найпівденніший в Європі й єдиний на Апеннінах. Масив складений з вапняків та доломітів. Високі вертикальні скелясті стіни масиву формують грандіозні мальовничі панорами. Численні карстові явища в вапнякових скелях (воронки, понори, улоговини, гроти, ущелини й рівчаки) є результатом постійної дії підземних вод. Ці явища дуже поширені на Кампо Імператоре — найбільшому плоскогір'ї Апеннін.
- Монті Джемеллі («Гори Близнюки»). Складаються з вапняків й мають багато карстових проявів. Численні U-образні долини й рештки морен свідчать про наявність в цих горах льодовиків в добу четвертинного періоду.
- Гірський масив Монті делла Лага на відміну від двох попередніх складається з пісковиків й мергелів. Найвища гора — Монте Горцано (2458 м). Гори масиву мають здебільшого закруглені вершини й численні глибокі ущелини й долини. Багато стрімких потоків, річок з каскадами та водоспадами. Каскади на річках Моррикана, Вольпара, Барке, Кавата, Ченто Фонті, Ф'юмата та ін. особливо мальовничі взимку, коли вода замерзає.

## Флора
Більше 2000 видів рослин. На високогір'ї багато ендемічних рослин: переломник Матильди (Androsace mathildae), горицвіт вигнутий (Adonis distorta), фіалка Маєльська (Viola magellensis), едельвейс Апеннінський (Leontopodium nivale), полин Апеннінський (Artemisia eriantha), ломикамінь Італійський (Saxifraga italica) та ін. Деякі ендемічні види ростуть на міжгір'ї, такі, як кермек Італійський (Goniolimon italicum), астрагал Італійський (Astragalus italicus), горицвіт жовтий (весняний) (Adonis vernalis).
На схилах (особливо західних) масиву Гран-Сассо розкинулись альпійські луки, а гори Монті делла Лага вкриті переважно лісами. В низинах досі існують діброви й каштанові гаї, що були насаджені в епоху античного Риму. На висотах від 1000 до 1800 м поширені букові ліси, в яких зустрічаються тис та падуб (гостролист), що є реліктами ери з більш теплим й вологим кліматом. В долинах та ущелинах росте клен, липа, ясен та в'яз гірський. В горах Лага присутні ліси ялиці й осередки березових гаїв. На верхніх узліссях на кордоні з альпійськими луками поширена чорниця.
На території парку є сільськогосподарські лани, що оброблюються стародавніми традиційними способами. Поряд зі злаками та бобовими (сочевиця, чина) тут вирощують кукіль звичайний, волошку, різак, переломник великий та ін.

## Фауна
Абруційська сарна — ендемічна для Апеннінських гір тварина, що наприкінці XIX століття була винищена мисливцями. Через сто років, завдяки програмі реінтродукції, сарна знов повернулась до цих країв.
На території парку проживають олені, козулі, вовки. Зрідка зустрічається марсиканський бурий ведмідь. Серед інших ссавців поширені куниця, лісовий кіт, борсук, кам'яна куниця, тхір, їжатець. На високогір'ї мешкає снігова полівка.
Серед рідкісних птахів є беркут, яструб великий, сокіл-сапсан, сокіл середземноморський, пугач. На високогір'ях поширені в'юрок сніговий, щеврик гірський, щеврик лучний, тинівка альпійська. Зустрічаються також досить великі популяції кам'яної куріпки, кам'яного дрозда (скеляра), галки альпійської, клушиці. На нижчих ярусах живе вівсянка садова, жайворонок чубатий, щеврик польовий, горобець скельний, сорокопуд терновий.
На гірських луках можна зустріти гадюку степову — невеличку змію, що живиться переважно комахами. Поширені також полоз лісовий (ескулапова змія) та мідянка. Серед амфібій є ендемічні для Апеннін очкова саламандра й італійська печерна саламандра. В горах Монті делла Лаґа знаходяться локальні ареали жаби трав'яної й альпійського тритона. Досить поширені тритон гребінчастий, тритон звичайний та тритон італійський.

## Народне мистецтво, традиції, кулінарія
В численних малих містечках на теренах парку дбайливо зберігаються стародавні ремесла й культурні традиції. Багатьох туристів приваблюють осередки традиційного ремісництва, як-от: гончарства (Кастеллі), лимарства (л'Акуіла), котлярства (Тоссіч'я), різьбярства (Аматриче), вуглярства (Арквата дель Тронто).
Дуже цікаві традиційні місцеві свята, що супроводжуються костюмованими маніфестаціями.
- Релігійне свято Прощення Целестина (Perdonanza Celestiniana) — святкується щорічно в місті Л'Аквіла з 29 серпня 1294 р.
- Раз на три роки в містечку Спелонга ді Арквата проходить церемонія на честь морської битви християнського флоту з турками в затоці Лепанто 7 жовтня 1571 р.(Battaglia di Lepanto), в якій брало участь 150 вояків з цього містечка. Згідно з традицією 150 молодих чоловіків — мешканців містечка приносять із гір Лаґа велетенський стовбур ялини 30 м завдовжки. Цей похід триває три дні й закінчується на площі містечка, де стовбур встановлюється як щогла в макет турецького корабля.
- З червня включно до вересня в декількох містечках проводиться міжнародний фестиваль народної музики, фольклору й театру «Літо Лага — Гран Сассо» (l'Estate Laga-Gran Sasso).
- Програма етнічних музичних фестивалів «Амітернум» (Amiternum) в містечках долини Альта Валле дель'Атерно щорічно влітку.
- Історична костюмована маніфестація в старовинній Бурбонській фортеці в Чівітелло дель Тронто — щорічно в серпні.
- Історична костюмована маніфестація в середньовічній цитаделі в Арквато дель Тронто — щорічно в серпні.
- Свято Аматричанських спагеті (Sagra degli spaghetti all'amatriciana) в Аматриче — щорічно в серпні.
- Свято сочевиці (Sagra delle lenticchie) в Санто Стефано ді Сессаніо — щорічно в вересні.
- Свято вина (Festa del Vino) в Кастільйоне — щорічно в лютому.
- Свято різдвяного вогню (Fuoco di Natale) в Неріто ді Кроньялето — щорічно 24 грудня.
- Інсценування різдвяних подій (Presepe Vivente) в Черквето — щорічно під час різдвяних свят.
- Лижний похід по плато Кампо Імператоре — щорічно в лютому.

Відвідачі парку можуть скуштувати багато дуже смачних й вишуканих страв з гірських трюфелів, грибів, сочевиці, полби, каштанів, меду тощо. Тут виробляють численні різновиди сиру, ковбас, м'ясопродуктів, копченого сиру скаморца, солодощів, олій, вин, прянощів (в тому числі славнозвісний аквіланський шафран). Серед місцевих страв відзначають овочевий суп «вірту терамане», фаршировані оливи алл'асколана, рисову запіканку «тімбаллі».